# Kapelle Gremersdorf

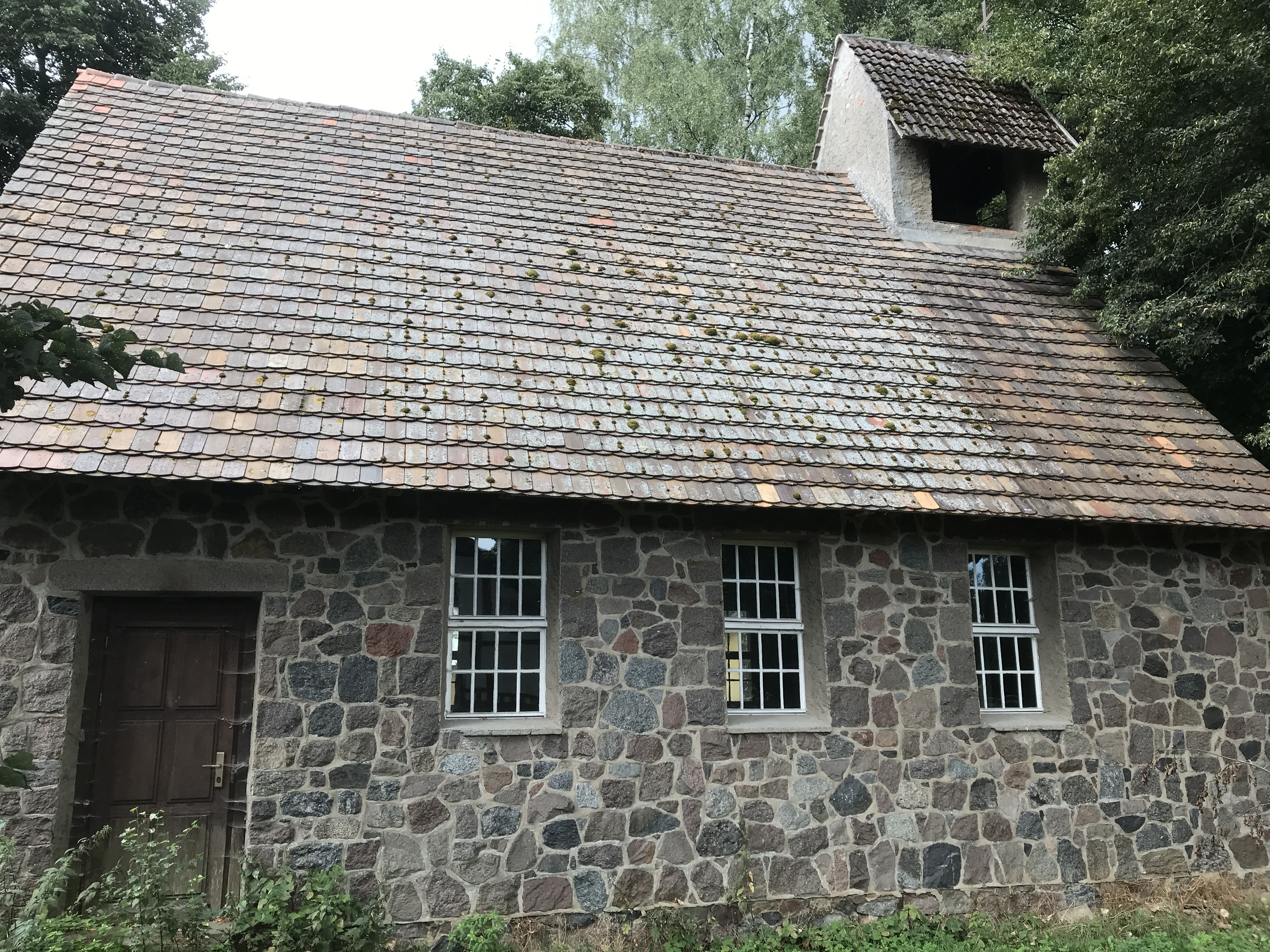
Kapelle Gremersdorf

Die evangelische Kapelle Gremersdorf ist eine Kapelle in Gremersdorf, einem Ortsteil der Gemeinde Gremersdorf-Buchholz im Landkreis Vorpommern-Rügen im Land Mecklenburg-Vorpommern. Die Kirchengemeinde gehört zum Kirchenkreis Pommern der Evangelisch-Lutherischen Kirche in Norddeutschland.

## Lage
Die Dorfstraße führt als zentrale Verbindungsachse von Westen nach Osten durch den Ort. Die Kapelle steht südlich dieser Straße auf einem Grundstück, das mit einem Zaun eingefriedet ist.

## Geschichte
Das Bauwerk wurde in den 1950er Jahren errichtet und 1954 eingeweiht.

## Baubeschreibung

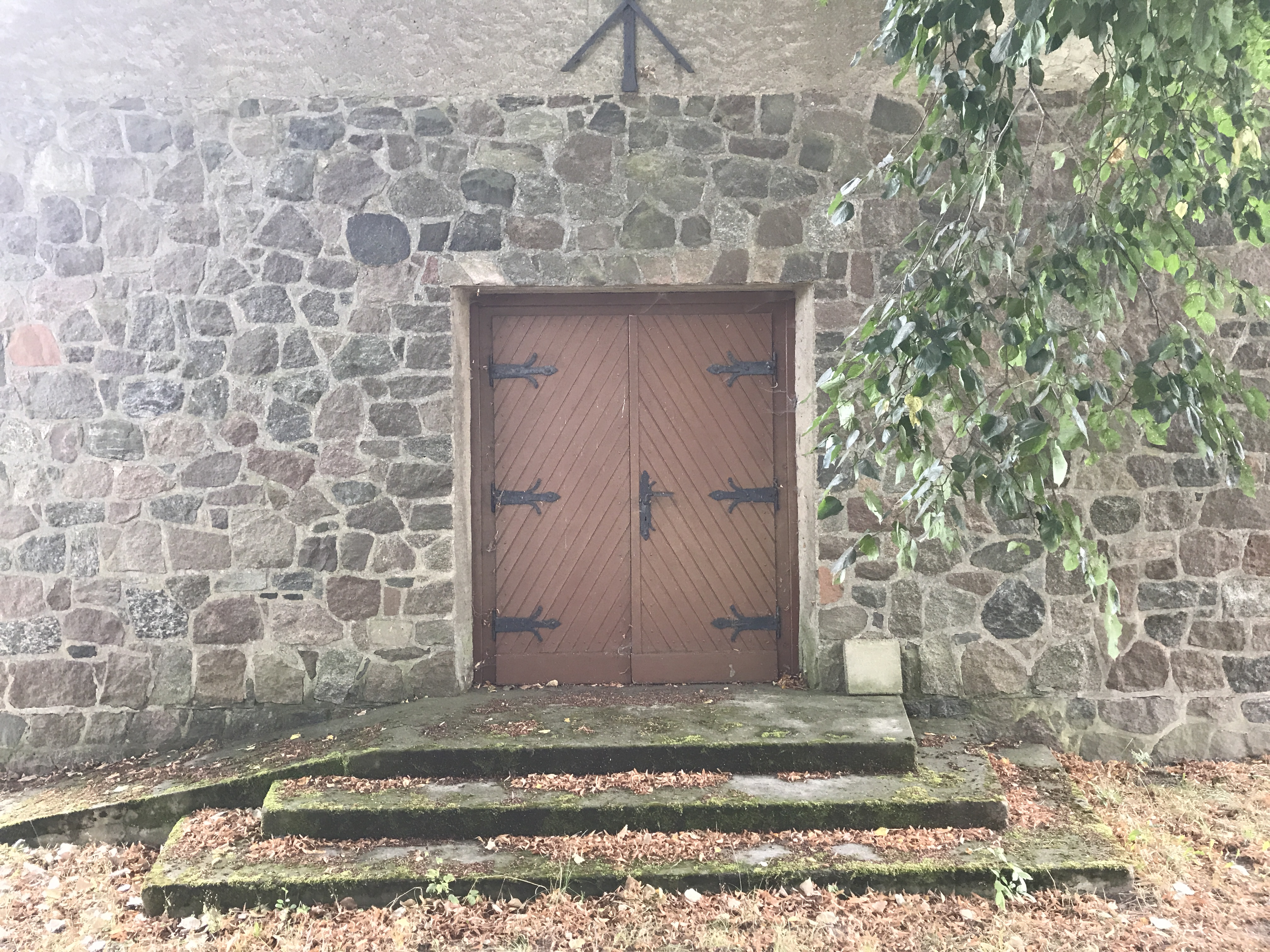
Westportal

Das Bauwerk wurde im Wesentlichen aus Feldsteinen errichtet, die bis auf wenige Ecksteine unbehauen und nicht lagig geschichtet wurden. Der Rechteckchor ist leicht eingezogen und kann über eine rechteckige, doppelflügelige Tür von Osten her betreten werden. An der Nord- und Südseite ist je ein schlichtes, hochrechteckiges Fenster. Der Giebel ist ebenfalls aus Feldsteinen erbaut; der Chor trägt ein schlichtes Satteldach.
Das Schiff hat ebenfalls einen rechteckigen Grundriss. An der Ostseite ist je ein hochrechteckiges Fenster, das die Form der Chorfenster aufnimmt. Die Nord- und Südseite sind symmetrisch aufgebaut: Im östlichen Bereich ist je eine rechteckige Holztür. Über die verbleibende Fassade wurden je drei schlichte Rechteckfenster verteilt angebracht. Der Hauptzugang befindet sich im Westen. Dort ist eine weitere doppelflügelige Tür mit dunklen Beschlägen, die über eine Treppe mit drei Stufen erreicht werden kann. Während die Westwand ebenfalls aus Mauersteinen errichtet wurde, ist der Giebel flächig verputzt. Mittig ist das Christusmonogramm angebracht, darüber ein schmales und hochrechteckiges Fenster.
Oberhalb ist ein kleiner und bis auf die Ostwand offener Dachreiter mit einer Bronzeglocke und einem darüber befindlichen Satteldach.

## Ausstattung
Die Kirchenausstattung ist schlicht. Auf der Mensa steht ein unterlebensgroßes Kruzifix. Das Bauwerk ist in seinem Innern flach gedeckt.